# Joel Schwärzler
Joel Josef Schwärzler (Sandton, Johannesburgo, Sudáfrica; 27 de enero de 2006), conocido deportivamente como Joel Schwaerzler, es un tenista austríaco.
Su mayor posición en el ranking ATP es el puesto 307°, obtenido el 3 de marzo de 2025, mientras que en dobles es el 378°, logrado el 21 de octubre de 2024. Actualmente es la quinta raqueta de su país.
Es entrenado por el ex top 10 austríaco Jürgen Melzer.

## Carrera

### Circuito júnior
En 2023 llegó a la final de dobles del US Open junto al italiano Federico Bondioli, cayendo en la final ante el sueco Max Dahlin y el estonio Oliver Ojakäär, esto pese a tener dos veces punto de partido a favor.
En 2024 ganó el torneo de Roland Garros en la modalidad de dobles, formando dupla con el noruego Nicolai Budkov Kjær, derrotando en la final al italiano Federico Cina y al japonés Rei Sakamoto.

## Títulos ATP (0; 0+0)

### Dobles (0)
| Leyenda                         |
| Grand Slam (0)                  |
| ATP Wourld Tour Finals (0)      |
| ATP Masters 1000 World Tour (0) |
| ATP World Tour 500 series (0)   |
| ATP World Tour 250 series (0)   |

#### Finalista (1)
| N.º | Fecha               | Torneos   | Superficie    | Pareja           | Oponentes en la final  | Resultado           |
| --- | ------------------- | --------- | ------------- | ---------------- | ---------------------- | ------------------- |
| 1.  | 26 de julio de 2025 | Kitzbühel | Tierra batida | Neil Oberleitner | Petr Nouza Patrik Rikl | 6-1, 6-7(3), [5-10] |

## Títulos ATP Challenger (1; 1+0)
| N.° | Fecha              | Torneo | Superficie    | Oponente en la final | Resultado |
| --- | ------------------ | ------ | ------------- | -------------------- | --------- |
| 1.° | 26 de mayo de 2024 | Skopje | Tierra batida | Kamil Majchrzak      | 6-3, 6-3  |

## Títulos Grand Slam Junior (1; 0+1)

#### Dobles (1)
| Año  | Torneo        | Superficie    | Pareja              | Oponentes en la final      | Resultado   |
| 2024 | Roland Garros | Tierra Batida | Nicolai Budkov Kjær | Federico Cina Rei Sakamoto | 6-4, 7-67-3 |

#### Finalista (1)
| Año  | Torneo  | Superficie | Pareja            | Oponentes en la final     | Resultado        |
| 2023 | US Open | Dura       | Federico Bondioli | Max Dahlin Oliver Ojakäär | 6-3, 3-6, [9-11] |